# Obdacher Sattel
 (avril 2025).
L'Obdacher Sattel est un col de montagne situé en Autriche, dans l'État de Styrie, à une altitude de 955 mètres. Il relie la vallée de la Lavant au bassin de l'Aichfeld, constituant un point de passage important dans les Alpes de Lavanttal.

## Géographie
Le col se trouve à environ quatre kilomètres au nord de la frontière entre la Styrie et la Carinthie. Il est traversé par la route nationale B 78 Obdacher Straße, qui assure la liaison entre Reichenfels en Carinthie et Obdach en Styrie. Une ligne ferroviaire, la Lavanttalbahn, passe également par le col.

## Histoire
Dès l'époque préromaine, une voie de communication passait par l'Obdacher Sattel, facilitant les échanges entre la vallée de la Drave et la haute vallée de la Mur. Les Romains ont ensuite amélioré cette route pour le transport militaire et commercial.

## Accès et infrastructures
En 2005, la B 78 a été modernisée avec un élargissement de la chaussée et l'ajout d'une aire de chaînage pour les poids lourds et les bus. La ligne ferroviaire qui traverse le col permet de relier les régions de Carinthie et de Styrie.

## Activités
Le col est un lieu prisé pour la randonnée et le cyclisme, avec plusieurs sentiers balisés offrant une vue panoramique sur les montagnes environnantes.